# Ноёхон
Ноёхо́н, нояки́н, нуяки́н (монг. Ноёхон, Ноён) — одно из племен, входивших в нирунскую ветвь монголов. В настоящее время этническая группа в составе некоторых монгольских народов.

## Родословная
Согласно «Сокровенному сказанию монголов», родословная ноякинов восходит к легендарному предку монголов Бортэ-Чино, который переплыл море Тенгис и поселился у берегов реки Онон, на горе Бурхан-Халдун. Под морем Тенгис, согласно ряду источников, подразумевалось озеро Байкал.
Родословная ноякинов выглядит следующим образом:
- Борте-Чино, родившийся по изволению Вышнего Неба. Супругой его была Гоа-Марал, потомком их был Бата-Чиган.
- Сын Бата-Чигана — Тамача.
- Сын Тамачи — Хоричар-Мерген.
- Сын Хоричар-Мергана — Аучжам-Бороул.
- Сын Аучжам-Бороула — Сали-Хачау.
- Сын Сали-Хачау — Еке-Нидун.
- Сын Еке-Нидуна — Сим-Сочи.
- Сын Сим-Сочи — Харчу.
- Сын Харчу — Борчжигидай-Мерган — был женат на Монголчжин-гоа.
- Сын Борчжигидай-Мергана — Тороголчжин-Баян — был женат на Борохчин-гоа.
- Сыновья Тороголчжина: Дува-Сохор и Добун-Мерген.
- Добун-Мерган женился на Алан-гоа, дочери Хори-Туматского Хорилартай-Мергана. Матерью Алан-гоа была Баргучжин-гоа, дочь правителя баргутов Бархудай-Мергана.
- Войдя в дом к Добун-Мергану, Алан-гоа родила двух сыновей. То были Бугунотай и Бельгунотай.
- После смерти Добун-Мергана, Алан-гоа, будучи безмужней, родила трех сыновей. То были: Бугу-Хадаги, Бухату-Салчжи и Бодончар-простак. По легенде, Алан-гоа забеременела от луча света. Согласно другой версии, их настоящим отцом был Маалих, Баяудаец.
- Бодончар стал родоначальником поколения Борчжигин.
- Потомок Бодончара, который родился от первой, старшей жены, носил имя Барин-Ширату-Хабичи.
- Сын Хабичи-Баатура был Менен-Тудун.
- У Менен-Тудуна было семеро сыновей: Хачи-Кулюк, Хачин, Хачиу, Хачула, Хачиун, Харандай и Начин-Баатур.
- Сыном Хачина был Ноягидай, от него пошёл род Ноякин[1].

Согласно «Сборнику летописей», родословная племени нуякин восходит к Джаксу, старшему сыну Тумбинэ-хана. От сыновей Джаксу, согласно «Сборнику летописей», произошли три ветви: нуякин, урут и мангут. По Рашид ад-Дину, Тумбинэ-хан приходился правнуком Дутум-Мэнэну и имел следующее происхождение: Дутум-Мэнэн — Кайду — Байсонкур — Тумбинэ-хан. Согласно «Сокровенному сказанию монголов», Тумбинай-Сэцэн приходился Менен-Тудуну праправнуком и имел следующее происхождение: Менен-Тудун — Хачи-Кулюк — Хайду — Байшинхор — Тумбинай-Сэцэн.

## История
В «Сокровенном сказании монголов» говорится, что «у Мэнэн Тудуна семеро сыновей — Хачи Хүлэг, Хачин, Хачигу, Хачула, Хачигун, Харалдай и Начин-Баатур. У Хачин — сын по имени Ноёгидай. Его нойонское положение и образовало род ноёхон». Поскольку говорится, что Хачин жил в конце X — начале XI вв., то род ноёхон, видимо, возник примерно в конце XI в. Образовавший этот род Ноёгидай был потомком Бодончара и выходцем из рода борджигин.
Согласно «Сокровенному сказанию», когда Тэмуджин решил основать свой собственный улус отдельно от своего побратима Джамухи, одним из первых присоединившихся к Тэмуджину был Чжунсо (Чжунсу, Чжунсай) из племени Ноякин. Чжунсу в дальнейшем был наречен Чингисханом одним из девяносто пяти нойонов-тысячников. Отдавая в удел своей матери Оэлун и младшего брата Отчигина 10 000 юрт, Чингисхан приставил к ним Чжунсая и еще трёх нойонов: Гучу, Кокочу и Аргасуна.

## Этимология
Считают, что ноён является монгольским произношением китайского слова лоё (lao ye 老爺) — повелитель.

## Современность
Представители рода ноён кости цахар зарегистрированы в хошуне Илдэн дзасака халхаского Сэцэнхановского аймака (ныне сомон Халхгол Восточного аймака Монголии). В состав олётов входит род ноён чорос; баятов — ноён хоноц также чоросского происхождения; захчинов — хуу ноёдаанхан. Носители родовых имен ноёхон (нояхин, noyahin), гэрун ноёд (гэрун нояд, gerun noyad) проживают в составе южных монголов на территории Внутренней Монголии. Род ноёд входит в состав многих этнических групп бурят: булагатов, икинатов, сэгэнутов, хонгодоров (в том числе в состав рода тэртэ), балаганских, аларских, идинских, тункинских, окинских и закаменских бурят. В составе хамниган отмечен род ноён дулигаад. В составе калмыков имеется этническая группа нойнахинов, включающая хонуд арван, который в свою очередь делится на нойон-хонуд и ноха-хонуд. Среди калмыков-торгутов отмечен род кебюн ноет.
В Монголии проживают носители следующих родовых фамилий:
- Ноёхон — в Улан-Баторе и аймаках Монголии: Дархан-Уул, Өвөрхангай, Булган, Орхон, Хөвсгөл[22];
- Ноён — в Улан-Баторе и аймаках: Булган, Баянхонгор, Хэнтий, Орхон, Өмнөговь, Сэлэнгэ и др.[23];
- Ноёд — в Улан-Баторе и аймаках: Орхон, Архангай, Увс, Дундговь, Дорнод, Хэнтий и др.[24];
- Боржигон Ноён — в Улан-Баторе и аймаке Өвөрхангай[25];
- Дархан Ноён — в Улан-Баторе[26];
- Их Ноён — в Улан-Баторе[27];
- Мэргэн Ноён — в Улан-Баторе[28];
- Ноед — в Улан-Баторе[29];
- Ноёд Боржигон — в Улан-Баторе[30];
- Ноёдууд — в Улан-Баторе и аймаках: Дархан-Уул, Дорнод, Увс и др.[31];
- Ноён Дулгаад — в аймаке Дорнод[32];
- Ноён Дулигаад — в Улан-Баторе[33];
- Ноён Дулигад — в аймаке Дорнод[34];
- Ноён Дулигат — в аймаке Дорнод[35];
- Ноён Сартуул — в Улан-Баторе и аймаках: Сэлэнгэ, Дархан-Уул, Ховд[36];
- Ноён Сорос — в Улан-Баторе[37];
- Ноён Сорс — в Улан-Баторе и аймаках: Сэлэнгэ, Дархан-Уул, Сүхбаатар и др.[38];
- Ноён Тайж — в аймаке Ховд[39];
- Ноён Хоноц — в Улан-Баторе[40];
- Ноён Хонц — в Улан-Баторе и аймаке Дорноговь[41];
- Ноён Цорос — в Улан-Баторе и аймаках: Ховд, Дархан-Уул, Дорноговь, Сэлэнгэ и др.[42];
- Ноён Цорс — в Улан-Баторе и аймаках: Ховд, Дорноговь, Дархан-Уул, Орхон и др.[43];
- Ноён Чорос — в Улан-Баторе и аймаках: Баян-Өлгий, Ховд[44];
- Ноёнхон — в Улан-Баторе[45];
- Сайн Ноён — в Улан-Баторе и аймаках: Өвөрхангай, Дорноговь, Төв и др.[46];
- Сайн Ноён Боржигон — в Улан-Баторе[47];
- Сорс Ноён — в Улан-Баторе[48];
- Тав Ноён — в аймаках: Дархан-Уул, Сэлэнгэ[49];
- Улаан Ноён — в Улан-Баторе и аймаке Ховд[50];
- Хар Ноён — в Улан-Баторе[51];
- Цагаан Ноён — в Улан-Баторе и аймаке Ховд[52];
- Шар Ноён — в Улан-Баторе[53].